# Rech (jornal)
Rech era um jornal diário da Rússia e o órgão central do Partido Democrático Constitucional. Rech foi publicado em São Petersburgo de fevereiro de 1906 a outubro de 1917.

## História
Rech foi um jornal com atividade em São Petersburgo, durante o Império Russo, de fevereiro de 1906 a outubro de 1917. Julian Buck, engenheiro e filantropo, foi o primeiro editor. O jornal tinha sede em sua casa na rua Kirochnaya, nº 24, no apartamento nº 21. Sua redação e gráfica estavam localizadas na rua Zhukovsky, nº 21.  Os editores eram Iosif Gessen e Pavel Miliukov. Era um jornal com teor radical, e politicamente apoiou a aproximação com a Grã-Bretanha e a França (por exemplo, saudou a Convenção Anglo-Russa). Foi fechado, à força, pelos bolcheviques após a Revolução de Outubro de 1917, portanto foi reprimido e dissolvido.